# Wachlarzowcowate
Wachlarzowcowate (Meripilaceae Jülich) – rodzina grzybów znajdująca się w rzędzie żagwiowców (Polyporales).

## Systematyka
Pozycja w klasyfikacji według Index Fungorum:  Meripilaceae, Polyporales, Incertae sedis, Agaricomycetes, Agaricomycotina, Basidiomycota, Fungi.
Według Index Fungorum bazującego na Dictionary of the Fungi do rodziny Meripilaceae należą rodzaje:
- Meripilus P. Karst. 1882 – wachlarzowiec
- Polypilus Pers. 1827
- Porodon Fr. 1851
- Pseudonadsoniella T.O. Kondr. & S.Y. Kondr. 2015
- Rigidoporus Murrill 1905 – twardoporek

Polskie nazwy na podstawie pracy Władysława Wojewody z 2003 r.